# Parafia Ducha Świętego w Zabrzu
Parafia Ducha Świętego w Zabrzu – parafia metropolii katowickiej, diecezji gliwickiej, dekanatu zabrzańskiego Kościoła katolickiego obrządku łacińskiego. Powstała w 1926 roku.

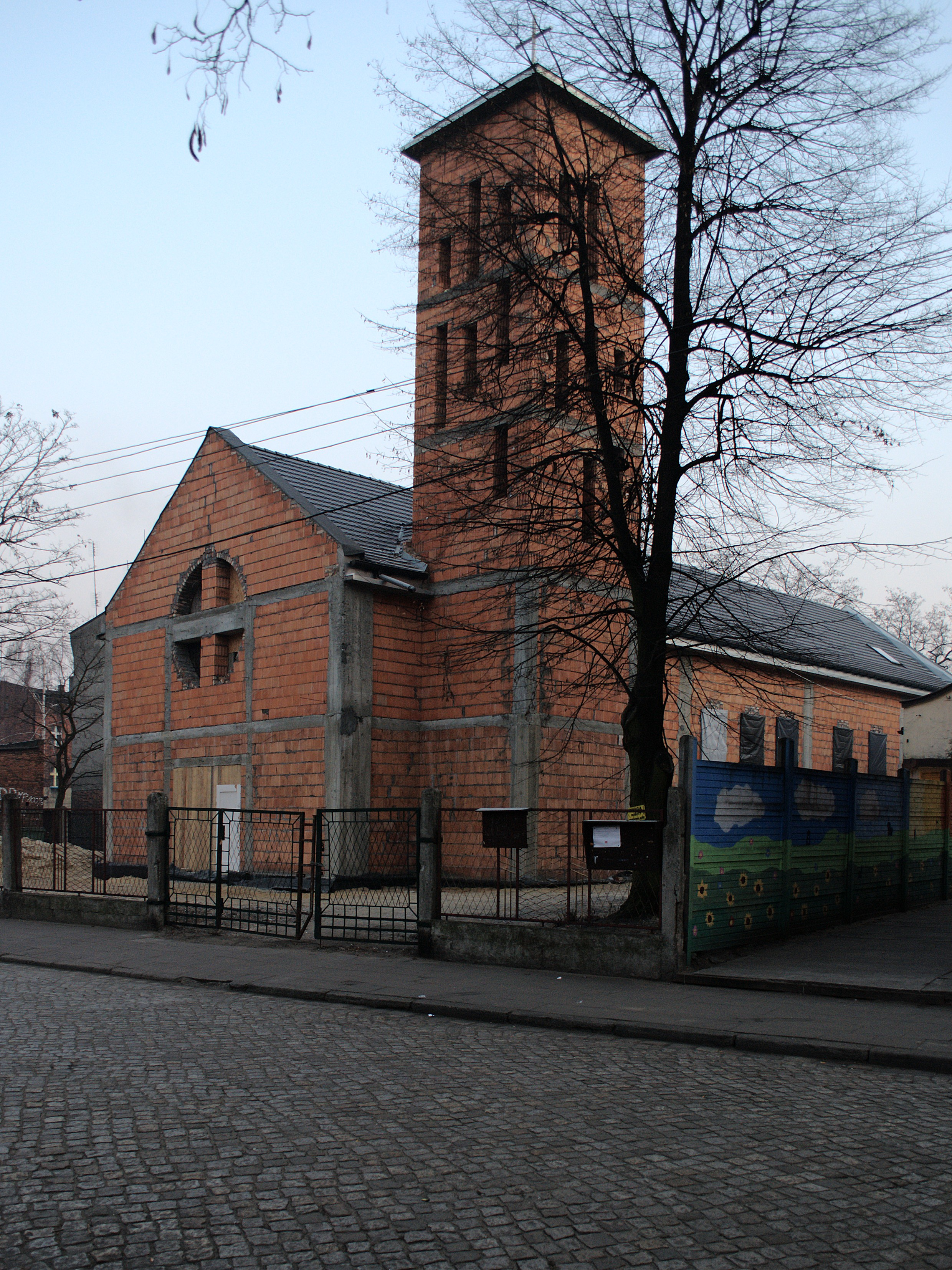
Budowa nowego kościoła parafialnego rozpoczęta w maju 2011 roku.